# Roy Laidlaw
Pour les articles homonymes, voir Laidlaw.
Pas d'image ? Cliquez ici

a Compétitions nationales et continentales officielles uniquement.

b Matchs officiels uniquement.
Dernière mise à jour le 13 septembre 2018.
Roy James Laidlaw est né le 5 octobre 1953 à Jedburgh (Écosse). C’est un joueur de rugby à XV qui a joué avec l'équipe d'Écosse, évoluant au poste de demi de mêlée.
Il est l'oncle de Greig Laidlaw, demi de mêlée ou demi d'ouverture du XV du Chardon.

## Carrière
Il a disputé son premier match international le 2 février 1980 contre l'équipe d'Irlande et le dernier le 5 mars 1988 contre l'équipe d'Angleterre.
Il fut six fois capitaine de l'équipe d'Écosse. 
Laidlaw a joué trois matchs de la coupe du monde de rugby 1987.
Il a disputé quatre test matchs avec les Lions britanniques en 1983.
Il était licencié au club de Jed-Forest, dans les Borders.
Il a été associé avec le demi d'ouverture John Rutherford à 35 reprises, un record au niveau international.

## Palmarès
- 47 sélections
- 7 essais, 28 points
- Sélections par années : 4 en 1980, 8 en 1981, 6 en 1982, 5 en 1983, 6 en 1984, 2 en 1985, 5 en 1986, 7 en 1987, 4 en 1988
- Tournois des Cinq Nations disputés: 1980, 1981, 1982, 1983, 1984, 1985, 1986, 1987, 1988
- Grand Chelem en 1984.